# 성경 번역
성경 번역(聖經飜譯, 영어: Bible translations)은 원본이 히브리어, 아람어와 코이네 그리스어로 쓰인 성경을 수많은 언어로 번역하는 일 또는 그렇게 번역된 책을 의미한다. 초기의 번역은 히브리어 성경을 코이네 그리스어로 옮긴 기독교의 구약성경인 70인역이며, 신약성경은 고대 그리스어인 코이네 그리스어로 기록되었다.
구약과 신약성경 모두 회심한 그리스도인들에 의해  고트어,아랍어,시리아어,색슨족어,프랑스어,로마의 라틴어,이집트어,페르시아어,인도어,아르메니아어,스키타이어,사우로마티아어등 모든나라의 언어들로 번역되었다.
그 후 가톨릭 교회에서는 13세기 이후에 널리 사용한 히에로니무스(348-420)의 라틴어 불가타(새 라틴어 성경)역에서, 구약은 유대교의 정경에서 보존된 히브리어 본문에, 신약은 코이네 그리스어 본문에 기반을 두고 있다.
종교개혁 당시 독일에선 마르틴 루터가 독일어로 성경을 번역하였으며, 그외 청교도들에 의해 자국어로된 성경 번역과 구텐베르크의 인쇄기 개발로 성경 출판이 활발하게 이루어졌다.
성경은 여러 지역으로 전파되며 여러 언어로 번역되었다. 2013년 9월 기준, 적어도 2,800개 언어로 성경이 번역되었는데, 신구약 전체 성경은 518개 언어로 번역되었다. 신약만 번역된 언어는 1,275개, 혹은 부분만 번역된 부분 성경은 1,005개 언어이다.

## 원문

### 히브리어 성경
히브리어 성경은 구약성경을 지칭하며, 구약성경의 계시와 정경을 위탁받은사람들은 유대인들로, 성경은 로마서 3:1-2에 '하나님의 말씀은 히브리인들에게 히브리어로 주어졌다'고 말한다.
구약은 당시 유대인들의 언어인 히브리어로 쓰여졌다. 일부는 성서 아람어로(주로 다니엘과 에즈라) 쓰여졌다. 6세기부터 10세기까지 오늘날 마소라 본문으로 알려진 유대인 학자들은 통일된 표준화된 본문을 만들기 위한 노력으로 당시 알려진 모든 성서 필사본의 본문을 비교했다. 고도로 유사한 일련의 본문이 결국 등장했고, 이러한 텍스트들은 모두 MT(Masoretic Texts)로 알려져 있다.
마소라(Masoretic)는 히브리단어 'masorah'에서 왔는데 이 단어는 중세 유대인서기관들과 학자둘이 덧붙인 난외주석('Masoretes'라고 알려짐)을 가리킨다. 원문에는 자음만 들어 있었기 때문에, 마소라 본문에서는 문자에 모음을 추가했다.

### 신약성경
신약성경은 코이네 그리스어로 쓰여졌다. 원저자들이 쓴 그리스어 원본은 파피루스와 양피지 특성상 일반 환경에서 2000년 동안 보존될 수 없으므로 소실되었다. 초기 필사본은 대부분 그리스어 대문자로 쓰였고 후대 필사본은 소문자로 작성된 필사본이 남아 있다. 성서학자들은 다양한 필사본을 비교하여 그리스어 원문의 신약 성경 본문을 구성하였다.

## 역사적 번역

### 고대

#### 아람어
토라의 첫 번역 중 일부는 바빌론 유수 중에 시작되었는데, 그 때 아람어가 유대인의 링구아 프랑카가 되었다. 대부분의 사람들이 아람어만을 말하고 히브리어를 이해하지 못하는 가운데, 타르굼은 고대 회당에서 읽었던 것처럼 서민들이 토라를 이해할 수 있도록 하기 위해 만들어졌다.

#### 고대 그리스어
70인역은 1세기 경에 형성된 현존하는 가장 오래된 구약 성경의 번역 판본 중 하나이다. 전승에 따라 번역자가 70인이라는 데서 붙은 이름이나 실제로는 72인으로 알려져 있다. 현대에 발행된 여러 구약성경의 번역판의 원판으로 사용되었으며, 기독교의 신약 성경 본문에서도 구약성경의 본문으로 인용되는 등 많은 영향을 끼쳤다. 70인역 성경에 포함되는 일부 구약 낱권 중, 히브리어 성경에는 존재하지 않는 낱권들을 개신교 측에서는 외경으로, 천주교에서는 제2 정경으로 분류한다. 제2 정경에 관하여는 논란이 존재하는데, 개신교 측에서는, 보편교회의 외경에 대한 입장을 고수한 히에로니무스의 전통에 따른 마르틴 루터의 조사에 의하면 당시 떠돌던 여러 미신이나 잘못된 정보들로 알려진 것들이라는 사실을 깨닫고 노력한 끝에 제거한 것으로 주장한다. 한편 천주교 측에서는 제2 정경에 포함되는 내용이 신약 성경에서 자주 인용되었다고 본다.

### 고대 말기

#### 라틴어
불가타 성경은 405년 히에로니무스가 라틴어로 완성한 번역본이다. 4세기 이후 코이네 그리스어 역본의 구약성경과 원본이 코이네 그리스어인 신약성경이 주요 경전으로 사용되었으므로 참조용 성경으로 사용되다가, 서방교회의 분리 시기인 13세기 이후에는 서방교회의 표준 성경이 되었다. 이후 1979년 4월 25일 교황 바오로 2세의 교황령 성경의 보고(Scripturarum Thesaurus)에 따라 현재 천주교회는 개정된 새 불가타 성경을 사용하고 있다.

#### 기타
4세기 무렵에는 울필라스의 감독 하에 고트어로도 번역된다. 5세기에는 메스로프 마슈토츠가 성경을 번역하는 과정에서 아르메니아 문자를 창안한다. 시리아어, 콥트어, 고대누비아어, 그으즈어, 조지아어로 성경이 번역된 것도 이 즈음으로 추정한다.
331년에는 콘스탄티누스 1세가 에우세비우스와 함께 50권의 성경을 콘스탄티노폴리스의 교회로 옮긴다. 알렉산드리아의 아타나시우스는 340년 즈음에 콘스탄스를 위해 성경을 옮겼다. 이 즈음에 성경 정경 역시 결정된 것으로 여겨진다.

## 한국어 번역

### 초기 번역

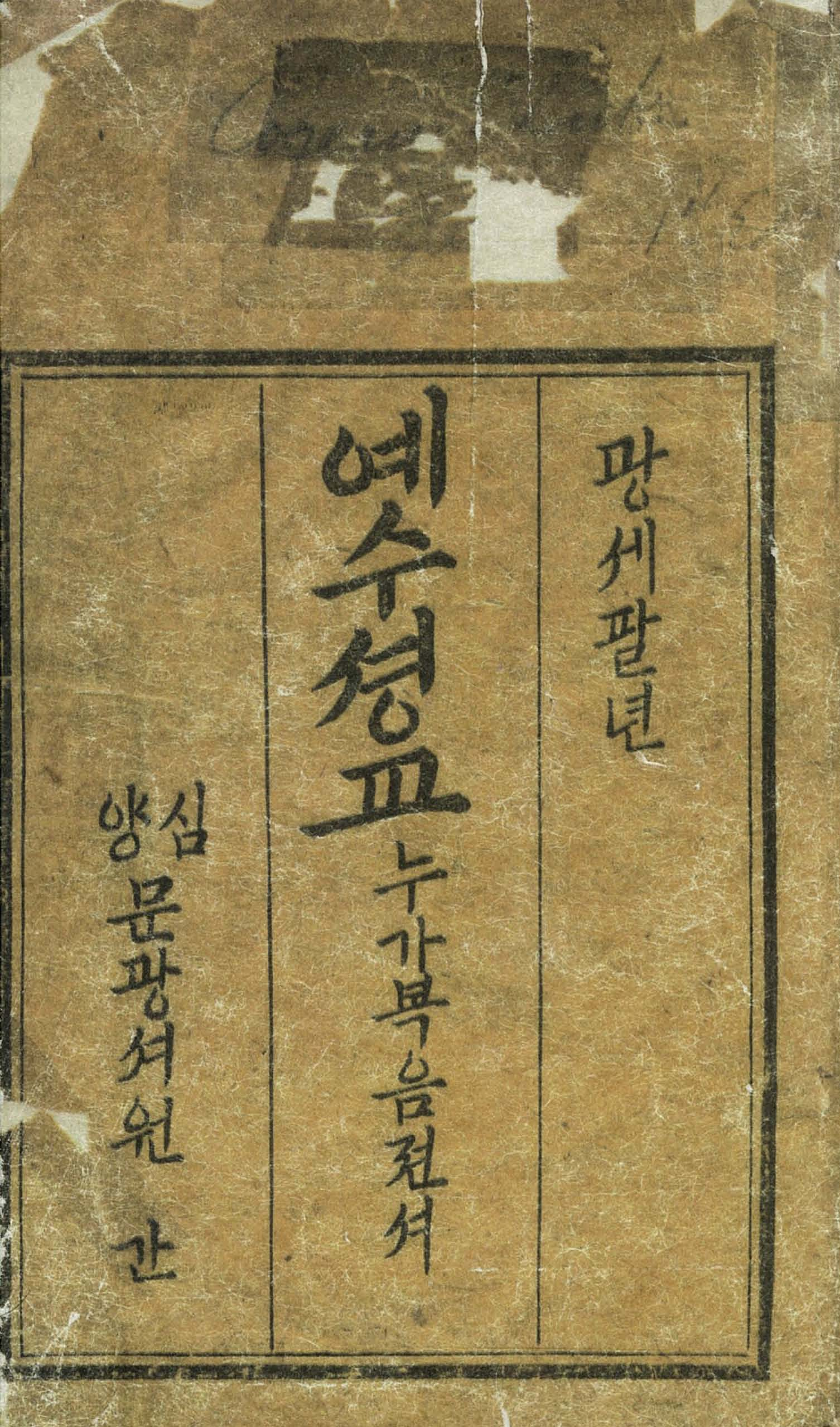
광세 8년(1882)에 발간된 《예수셩교누가복음젼셔》

최초 한국어 성경구절의 번역은 포르투갈 출신 예수회 선교사 디아즈(Diaz, 1574-1659)신부가 1636년 북경에서 간행한 주일복음 해설서인 《성경직해》(聖經直解)와 프랑스 출신 예수회 선교사 마이야(De Mailla, 1669-1748) 신부가 1740년에 펴낸 주일복음 묵상서 《성경광익》(聖經廣益)을 통합-발췌하여 역관 최창현이 번역한 《성경직해광익》(聖經直解廣益, 1784)이다. 그러나 이 책은 4복음서에서 성경 구절을 발췌하고 그 해석이 붙어 있는 것이며 전체 복음서의 1/3의 분량 밖에는 없어 엄밀한 의미의 온전한 성경이라고 보기는 어렵다. 이 책은 1892년부터 5년에 걸쳐 천주교 조선교구에서 《성경직해》라는 이름으로 정리되어 9권으로 재발행되었다.
온전한 의미의 최초 성경은 개신교에서 시작했다. 1882년에 만주에서 스코틀랜드 선교사 존 로스와 매킨타이어에게서 한문 성경을 전수받은 서상륜, 백홍준 등이 이를 한국어로로 번역함으로써 나온 《예수셩교누가복음젼셔》이다. 이후 1885년에는 《마가의 전복음셔언해》가 일본에서 개신교 목사에게 세례를 받음으로써 기독교인이 된 이수정을 중심으로 번역되었는데, 조선에서 활동한 개신교 선교사들은 이수정이 번역한 성경을 참조한 것으로 알려져 있다.

### 개신교판 번역

#### 옛번역(구역) (1910~11년)
한국 최초의 성경전서로, 대한성서공회에서 번역하여 1900년에 출간된 신약전서와 1911년에 출간된 구약전서를 합쳐 구역 성경전서라고 한다. 히브리어 구약성경과 헬라어 신약성경을 참조하고, 당시 중국어 성경과 영어 성경을 번역 문헌으로 삼아 번역하였다. 이 시기까지는 주로 중국 한자어에 익숙한 한국의 학자들과, 영어에 익숙한 선교사들이 나뉘어 각자 다른 방법으로 한글 성경을 번역하였다고 한다.

#### 성경전서 개역(1938년)
1911년 번역된 구역을 개정하여 1936년에 출간된 구약성경과 1938년에 출간된 신약성경을 합쳐 성경전서 개역이라고 한다. 개정작업은 문어체 번역의 개정보다는 바뀐 한글 맞춤법을 따르는 데 큰 비중을 두었다.

#### 성경전서 개역 한글판(1961년)
성경전서 개역판의 번역을 일부 수정하고 한글 맞춤법 통일안에 맞춰 한 번 더 개정한 것이 현재의 개역한글판(1961년) 성경이다. 대부분의 개신교 교회에서 거의 모든 교단이 공인한 표준 성경이었다. 그 후 표준새번역이 등장했고, 개역한글판을 개정한 개역개정판이 등장하여 지금은 다양한 공인 성경이 존재한다. 이들 중 어떤 것을 예배에 쓸 것인지는 교단과 교회별로 선택한다.

#### 신약전서 새번역(1967년)
한국의 개신교 학자들이 성경 원문에서 직접 번역한 첫 한글 성경. 현대 한국어로 되어 있으며, 직역에 비중을 두었다. 원래 구약성경의 번역도 계획되어 있었으나, 이후 추진된 공동번역에 의해 구약성경의 번역이 잠시 중단되었다.

#### 표준새번역(1993년)·새번역(2001년)
표준새번역은 개신교 대한성서공회에서 현대어로 번역한 성경이며, 1993년에 완성되었다. 원어 번역 성경이다. 구약은 마소라 사본을 저본으로 한 루돌프 키텔의 《비블리아 헤브라이카》를, 신약은 세계성서공회연합회의 그리스어 성서 (Novum Testamentum Graece)를 사용하였다.
주요한 특징은 쉬운 우리말 번역, 히브리어 네 글자로 된 하나님의 이름을 '주'(LORD) 또는 '주님'으로 번역, 관습적으로 남성으로 쓰인 '형제'와 같은 말을 평등하게 번역하였다. 이 성경은 개역성경을 대체할 목적으로 편찬되었으나, 보수적인 교단들의 반발로 예배용 표준 성경으로는 널리 쓰이지 못한다. 현재는 진보적인 교단이나 개교회에서 예배 성경으로 사용하거나 교육용으로 활용한다.
2001년에 일부 문장의 문법과 단어를 수정을 한 '표준새번역 개정판'의 공식적인 이름은 '새번역'(2004년 이후)이다.

#### 개역개정판(1998년)
1938년에 발행된 개역을 바탕으로, 문체는 그대로 두고 원전과 비교하여 몇가지 단어상의 문제에 대한 수정을 거친 역본이다. 각종 교단에서 인준했으나 어색하다는 이유로 널리 쓰이지 못한 때도 있었지만 개역한글판 성경의 저작권 만료 기간이 도래함에 따라 2007년부터 점차 보급이 확대되고 있다.
일부 장로교 교단(한국 기독교 장로회, 대한 예수교 장로회 내 대다수 교단), 기독교 대한 복음교회, 기독교 한국 루터회, 기독교 대한 감리회 등에서 표준 성경으로 인정하고 있다. 대한성서공회와 각종 교단간의 결의로 인해 새로 고친 번역에 대해 한 교단이라도 특정 구절에 대해 이의를 제기할 경우 다음 개정시에 개역한글판의 내용으로 다시 돌아가는 특징이 있다. 총 4차 개정(현재의 최신판은 2006년 5월 개정되었다.)을 거쳤고, 개신교 종파에 따라 일부 다른 단어(예) 세례/침례)를 가진 성경을 보급하고 있다.
2004년 개역개정판 성경에 따라 독일 성서공회의 해설본(1992년)을 바탕으로 성경의 본문 해설과 주석이 있는 관주해설 성경전서를 추가로 발간했다.

#### 새한글성경 (2024년)
과거의 문체를 그대로 사용한 기존 한국어 개신교 성경의 이해하기 어려움을 극복하고 2020년대의 젊은 세대와 인터넷 사용에서의 편리성을 보장하기 위해 2020년대 한국어 어법 등을 고려한 역본이다.
특이점은 2020년대 한국어 어법 등을 고려한 문체를 사용했다는 점, 컴퓨터나 스마트폰에서 읽기 편하게끔 하기 위해 긴 문장을 짧게 표기한 점, 복음서 부분에서 예수의 말투를 대상자와 상황에 맞게 유연한 표기를 사용했다는 점, 2020년대에 사용되는 단위·지명 등의 표기를 사용한 점이 있다.
2021년 신약과 시편 부분의 번역본을 공개하였고, 2024년 구약 나머지 부분의 번역까지 공개하여 완전히 공개되었다.

### 천주교판 번역

#### 사사성경 (1910~22년)
1910년 한기근 신부와 손성재 신부가 역주하고, 당시 천주교 조선교구장인 뮈텔 주교가 감준하여 서울 성서활판소에서 간행한 4복음서의 한글 완역본이다. 1922년 한기근 신부가 《종도행전(宗徒行傳)》(지금의 사도행전)을 번역하여 《사사성경》과 합본, 《사사성경 합부 종도행전(四史聖經 合附 宗徒行傳)》을 발간하였다. 1939년 재판 때에는 조선어학회의 ‘한글 맞춤법 통일안’(1933년)에 따라 띄어쓰기를 시행하였다.
1941년 성 베네딕도 수도회의 슐라이허 신부가 불가타 역본을 참조하여 그리스 원어에서 옮긴 [신약성서 서간·묵시편]을 발간함으로써 천주교에서도 비로소 완벽한 한글 신약성서를 갖추게 되었다.

#### 천주교 구약성서 (1959년)
최초의 히브리어 원전으로부터 완역을 시도하여 간행된 한국의 첫번째 구약성서로 선종완 신부가 번역하였다. 우리말 어법이 허락하는 한, 한 글자에까지도 충실하려고 힘쓰고, 또한 모든 이가 성서를 읽고 영적인 이익을 얻도록 쉬운 말로 옮기려 하였다. 공동번역 프로젝트의 진행을 위해서 구약만 번역하였을 뿐, 신약은 번역되지 못하였다.

#### 한국 천주교회 200주년 기념 성서 (1974~2001)
한국 천주교회의 창립 200주년을 기념, 정양모 신부등의 천주교성서학자들이 모여 1974년부터 200주년 기념성서 번역작업을 시작하였다. 의역 중심의 공동번역과 달리 직역을 했으며, 성서의 형성과정과 해석에 대해 자세한 주석을 달아놓았다. 실제로 한국 천주교회 200주년 기념성서중 마태오 복음서는 정양모 신부가 본문비평, 편집비평, 문학비평 등의 성서비평학에 근거한 주석을 달았다. 주로 천주교 서적들을 출판하는 기독교출판사인 분도출판사에서 신약성서의 번역작업을 완료해 2001년 200주년 신약성서 주해를 발간하였다. 구약성서는 서강대학교에서 11권의 소예언서를 번역하였다.

#### 성경 (2005년)
한국 천주교 주교회의에서는 1988년 기존에 쓰이던 공동번역을 대신할 새로운 한국 천주교의 공인본을 만드는 작업을 시작해 2005년 번역을 마치고, 완역 성경을 출간했다. 천주교 전례력상으로 2006년 첫 날인 2005년 11월 27일부터 한국어로 거행되는 모든 전례에서 사용되고 있으며, 200주년 성서와 마찬가지로 직역에 중점을 두었다. 한국 천주교 주교회의는 이 성경의 이름을 다른 수식어 없이 오직 성경으로만 부르기로 결정했다. 이 성경은 기존에 중국어 성경으로부터 전래되어 쓰이던 구약과 신약 성경의 각 이름을 일부 수정(출애굽기-탈출기, 전도서-코헬렛, 로마인들에게 보낸 편지-로마신자들에게 보낸 서간 등)하였으며, 외래어 표기를 라틴어 표기법에 맞춰 일부 수정하고(루가-루카 등), 구약성경의 야훼를 하느님 또는 주님으로 수정하는 등 단어 표현에 많은 변화를 주었다.
이후 2008년에는 2011년에 프랑스어 공동 번역 성경(프랑스어: La Traduction Oecuménique de la Bible)의 주석을 바탕으로 새로운 주석성경을 출간했다.

### 공동번역성서(1977년)

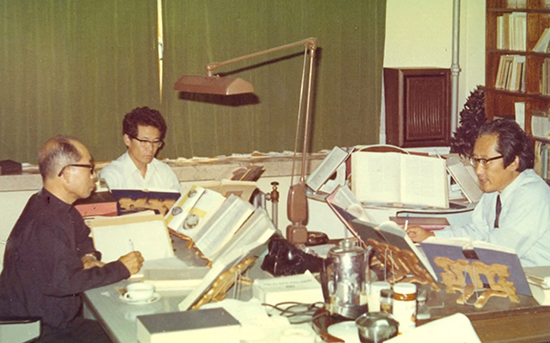
공동번역성서를 집필중인 선종완 신부와 문익환 목사

한국의 천주교와 개신교 학자들이 함께 번역하였다고 해서 공동번역성서라 부른다. 1968년 번역 위원회가 구성되었고, 1971년 신약성경의 완역, 1977년 신약성경의 개정 및 구약성경의 번역을 마치고 그 해 부활절에 간행하였다. 당시 번역에 참여한 번역자 중에는 구약성서학계의 권위자인 고 문익환 목사와 동화 작가인 이현주 목사 등이 있어서 한국어의 장점을 살린 아름다운 문체로 번역될 수 있었다. 실례로 공동번역성서에서는 '거뭇', '잠뱅이', '정승', '임금님' 등 순수한 한국어 표현을 많이 사용하고 있다.
직역에 의한 형식적인 일치보다 의역을 통한 쉬운 이해, 내용의 동등성을 얻는 것을 목표로 번역하였으며, 현재 한국어로 번역된 성경 중 가장 현대말에 가깝고 이해하기 쉽다는 장점이 있다. 한때 천주교에서 사용했으나, 현재는 대한성공회와 한국 정교회의 표준성경으로 사용되고 있다.
하지만 개신교 보수 세력이 번역본에 사용된 신을 가리키는 야훼라는 표현이 확실히 주님의 실제 이름인지 알 수 없으며 가볍고 비하적인 표현이라 주장하며 사용하지 않았고, 그 결과 현재 성공회와 정교회만이 표준으로 사용하고 있으며 천주교와 개신교 측에서는 주로 사용되는 성경이 아니게 되었다. 그러나 개신교 내에서도 일부 성경의 내용을 중시하는 목회자들은 공동번역성서를 사용하고 있다. 1999년 맞춤법 등을 수정한 공동번역 성서의 개정판이 발간되었다.

### 조선민주주의인민공화국 문화어 번역

#### 조선그리스도교연맹 성경전서
조선민주주의인민공화국의 개신교 단체인 조선그리스도교련맹에서는 공동번역 성서를 바탕으로 하여 대한민국의 맞춤법에 따른 것과 그 밖의 일부 표현 등을 조선민주주의인민공화국의 실정에 맞게 수정한 번역본을 내놓았다. 1983년에 구약을 1984년에 신약을 발행하고 1990년에 이를 정리해 합본을 발행했다.
한편 1983년판과 1984년판의 고유명사는 대체로 개역한글판과 일치한다. 대한성서공회에서는 이 번역본을 편의상 공동번역 평양교정본이라고 한다.

#### 북한어 성경 (2005년)
선교단체인 모퉁이돌 선교회에서 조선민주주의인민공화국 사람들에게 보다 쉽게 복음을 이해하기 위해 사역으로 조선의 현재 사용되는 방언에 맞게 문화어화한 성경이다. 현재 각각 헬라어와 히브리어에서 직접 신약성경이 번역되었고, 구약성경의 번역이 2015년 9월 완료되어 출간,북한 내부로 배달 진행 중이다.

### 기타 번역

#### 그리스도인 그리스어 성경 신세계역(1994년), 신세계역 성경(1999년, 2014년)
여호와의 증인이 번역 발행한 성경 번역판으로, 1961년에 영어로 완역되었으며, 한국어로는 1994년에 그리스어 성경(신약)이 번역, 발표되었다. 1999년에는 히브리어 성경(구약)을 포함하는 완역판인 한국어 신세계역 성경이 발표되었다. 신세계역은 2013년 11월 기준, 한국어를 포함해 100개 이상의 언어로 전 세계에 1억 7000만 권 이상 무료로 배부되었다.
한편 2014년 가을 전국 지역대회에서 영어 신세계역 개정판에 따른 한국어 개정판이 출간되었다. 개정판에서는 성서학자들에 의해 오역 논란이 있던 부분들이 일부 수정되었다.

#### 킹 제임스판 번역들
미국의 일부 극보수적 침례교 교단은 과거 천주교의 라틴어 성경처럼 킹제임스 번역본을 기준으로 삼아 강조한다. 이 교단들 영향을 받은 한국의 극보수주의 신학자들이 한국어로 중역했다. 이송오의 《한글킹제임스성경》(한킹, 1994), 박만수의 《권위역성경》(권위역, 1996), 정동수의 《킹제임스 흠정역 성경전서》(흠정역, HKJV, 2008), 서달석의 《KJV 완역한글판 성경전서》(2008) 등이 있다.
이 번역들은 일반 번역과는 달리 영어로 된 킹 제임스 성경을 한국어로 직역한 번역본이다. 이는 기타 성경 번역 텍스트가 변개된 데 비해, 공인본문Textus Receptus으로 번역되고 지난 400여 년 동안 단 한 번의 개정 없이 성도들의 표준 척도가 되어 권위역본이라는 호칭도 부여받은 흠정역 성경이 온전히 보존된 성경이라고 주장하는 킹 제임스 성경 유일주의자들이 번역한 것이다.

#### 바른성경 (2008년)
대한성서공회의 표준새번역 성경의 기조에 반대하여 몇몇 교단이 만든 한국성경공회가 9년동안 번역하여 새로 번역한 성경이다. 하지만 한국성경공회가 소수교단만으로 이루어져 있고, 개역개정판등의 사용과 배치되는 것을 감안할 때 보급에 있어 어려움을 겪고 있다.

#### 그밖의 번역들
한국의 오래된 성경 번역판인 개역판은 일반인들에게 친숙하지 않은 고어 표현이 많아 현대어로 읽기 쉽게 하기 위해 다양한 성경 번역판들이 출간되어 있다. 이 번역판들은 다음과 같다.
- 현대인의 성경: Living bible(TLB)의 한국어판이다. 생명의 말씀사에서 펴냈으며, 1977년에 신약이, 그리고 1985년에 신구약 완역본이 나왔다.
- 현대어 성경 (쉬운말 성경): 성서원에서 현대어 성경이 나왔다. 신약 (新約聖經)은 1978년에, 신구약 완역은 1991년에 나왔다. 2012년 개정판인 쉬운말 성경이 출간되었다.
- 쉬운성경: 아가페 출판사에서 출판. 일부 교회에서 교회학교 용으로 채택하여 사용하고 있다.
- 우리말 성경: 2004년 두란노에서 자체적으로 새로 번역한 성경으로, 온누리교회가 CGNTV를 통해 주로 사용하고 있다.
- 메시지 성경: 유진 피터슨의 영어 메시지를 한국어로 번역한 성경으로, 복있는 사람에서 번역하여 2015년 완역본을 출간하였다.
- 직역 성경: 허성갑 목사가 히브리어(구약)와 헬라어(신약) 원문을 직역한 성경이다.

### 한국에서 활동하는 성경번역 단체들
- 대한성서공회(KBS) - 대한민국 개신교들이 공식적으로 인정하는 한국어 성경 발행 기관, 개역개정판과 새번역, 공동번역 등을 공급하고 있다.
- 성경번역선교회(GBT): - 성경번역을 주사역으로 하는 '위클리프 국제 연합'(Wycliffe Global Alliance)의 회원단체로서, 자신들의 언어로 성경이 없는 종족들에게 가서 성경을 번역하는 단체다. 현장에서 성경을 번역하는 단체인 SIL과 Wycliffe 단체들로 선교사를 파송하기 위해 선교사들을 모집하고 훈련하는 사역을 한다. 현지 공동체가 자신의 언어로 번역된 말씀을 통하여 변화되도록 하는데 초점을 두고, 언어조사, 언어개발과 보존, 문해교육, 종족예술, 성경녹음, 성경활용, IT기술지원, 항공지원 등 성경번역을 위해 필요한 다양한 사역을 하고 있다.
- 듣는성경선교회(HEAR the WORD) - 미전도 종족을 대상으로 성경을 번역하며, 성경을 번역하고 녹음해서 먼저 듣는 성경으로 성경을 보급한 이후 문자 성경을 보급하는 사역을 하고 있다. 구전 문화권 성경 번역에 강하며 구전 문화권 사람들이 함께 모여서 성경을 듣게 하는 공동체 성경 듣기 프로그램으로 성경을 활용하게 한다.

## 외국어 번역

### 영어 번역
성서의 영어 번역에 있어서 1611년 이후 400여년간 독보적인 권위를 가졌던 킹 제임스 성경이 대표적인 성경의 영어 번역 판본이다. 킹 제임스 성경이 나오기 전 존 위클리프가 최초로 성경을 영어로 번역 하였으며, 최초로 인쇄된 영어 역본은 순교자인 틴테일 성경이며, 그 이후 간행된 매튜 성경, 그레이트 성경과 그레이트 성경을 개정한 제네바 성경과 비숍 성경이 있었다. 이런 영어 역본들과 구약의 히브리 원문, 신약의 그리스어 원문, 그리고 각 나라의 번역본을 토대로 제임스 1세의 명령에 따라 당시 50여명의 학자들이 모여 7년간의 철저한 검증을 거쳐 발행되었다.
14세기 라틴어 성경을 영어로 번역한 종교개혁자 존 위클리프를 시작으로 16세기의 성공회가 천주교회에서 분리된 영국 종교개혁 등의 변화를 거쳐 킹 제임스 성경 등을 비롯한 각종 영어 성경이 나왔다. 현재 널리 쓰이고 있는 판은 다음과 같다.
- 두에랭스 성경(Douay–Rheims Bible)
- 1611년 제임스 1세가 영문학자 11명을 통해 번역한 킹 제임스 성경(King James Version:KJV)
- 새 국제판 성경(New International Version:NIV)
- 복음 성경(Good News Bible)이라 불리는 (Today's English Version:TEV)
- 새 개정 표준 판(New Revised Standard Version:NRSV)
- 새 미국 성경 개정판(New American Bible Revised Edition:NABRE)
- 새 예루살렘 성경(New Jerusalem Bible:NJB)
- 새 생활 성경 (New Living Translation:NLT)
- 신세계역 성경 (New World Translation of the Holy Scriptures)

### 독일어 번역
- 루터 성경 : 마르틴 루터가 평신도들이 성서를 읽을 수 있도록, 1522년과 1534년 번역한 구약성경과 신약성경을 출판한 성경이다. 독일어로 《루터 비벨》(Luther Bibel)이라고 한다. 번역 이후에도 몇번 개정판이 나왔다. 고지(高地)독일어를 사용하여,각 지역별로 다르게 사용되던 독일어의 표준(표준독일어)을 제시했다는 평가를 받는 성경이다. 감리교회 손성현 목사가 옮기고, 복있는사람에서 출판한 한국어판 로마서의 주석에 따르면, 개혁교회 신학자 칼 바르트는 1922년 로마서(제2판)를 출판할 때에 마르틴 루터가 번역한 독일어 성서를 인용했다.
- 현대어 성경
- 공동번역 성경: 개신교와 천주교과 함께 번역. 독일 천주교 출판사에서 나온다.
- 엘버펠트(Elberfeld) 성경: 독일어 성경 중에 가장 과학적인 번역이라고 평가받고 있다.

### 중국어 번역
1810년 선교사 마르시만이 마태오의 복음서를 중국어로 번역하였다. 1822년 구약성경과 신약성경이 합동으로 간행되었다.

### 일본어 번역
- 공동역(共同譯): 1968년 제2차 바티칸 공의회의 성경 공동번역 결정으로 1970년 일본성서협회에 공동역 성서번역위원회가 구성되어 번역을 시작했다. 1978년에 신약성경 공동역이 완성되었는데, 문체와 단어 등이 비기독교인을 대상으로 했기 때문에 전례(예배를 이루는 의식, 순서,예식)에서 사용할 수 없다는 의견에 따라서 번역 방침을 변경하여 신공동역이라는 이름으로 다시 번역작업을 수행했다. 구약성경은 신공동역으로 대체되었다.
- 신공동역(新共同譯): 1987년에 완성되었다. 현재까지 교파를 초월하여 가장 많이 사용되는 역본이다. 공동번역성서가 개신교측에서 외면받은 한국의 공동번역 성경와는 달리, 개신교회와 천주교회 모두가 분쟁 없이 사용한다는 특징이 있다.

## 같이 보기
- 성경